# Apamea corsica
Apamea corsica là một loài bướm đêm trong họ Noctuidae.